# Olaf Guthfrithson
Olaf Guthfrithson (†941) was de zoon van Gofraid ua Ímair. Hij volgde zijn vader op als koning van Dublin in 934 en veroverde het Koninkrijk Jorvik in 939.
Zijn vader was een tijdje koning van Jorvik in 927, maar na de dood van koning Sitric Cáech brak er een troonstrijd uit in het Koninkrijk Dublin en was hij genoodzaakt terug te keren. Koning Æthelstan van Engeland maakte van de situatie gebruik om het Koninkrijk Northumbria in te palmen.
Het duurde tot 937 vooraleer Olaf, inmiddels koning, de troonstrijd kon beslechten. Hierna besloot hij om het Koninkrijk Jorvik te heroveren. Hij sloot een verbond met Constantijn II van Schotland. De daaropvolgende Slag bij Brunanburh werd een nederlaag. Hij moest wachten tot de dood van koning Æthelstan in 939 vooraleer hij een nieuwe poging kon wagen.
Snel veroverde Olaf Northumbria en de Five Boroughs. Koning Edmund I van Engeland probeerde te onderhandelen, zonder succes. Intussen was Blácaire mac Gofraid, de broer van Olaf, aangesteld tot nieuwe koning van Dublin.
Tijdens een aanval overleed Olaf in 941. Hij werd opgevolgd door zijn broer Ragnall Guthfrithson en/of een zoon van Sitric, Olaf Sitricson.